# امبویوا
امبویوا (به لاتین: Amboiva) یک منطقهٔ مسکونی در آنگولا است که در استان کوانزای جنوبی واقع شده‌است.

## خصوصیات
امبویوا ۱٬۲۴۴ متر بالاتر از سطح دریا واقع شده‌است.